# レバノンの国章
レバノンの国章（レバノンのこくしょう, アラビア語: شعار لبنان）は1943年に制定された。

## 概要
赤いシールドの上に白いベンド・シニスター（左上から右下へわたる帯状のチャージ）があり、その上にレバノンスギの樹が描かれた紋章である。レバノンの国旗と非常に似ているが、国旗ではスパニッシュ・フェス（紋章学用語で、旗の中央部に配される水平の帯（フェス）のうち、上下の帯の二倍の幅を持つものを指す）であった白い帯状のチャージが、斜めのベンド・シニスターに変えられている。